# 佐藤隆治
佐藤隆治（日语：佐藤 隆治，1977年4月16日—），是日本的足球裁判，毕业于筑波大学，2007年开始执法日本职业足球联赛，2009年起成为FIFA认定的国际级裁判，执法亚足联冠军联赛和2018年国际足联世界杯。